# Eric Massa

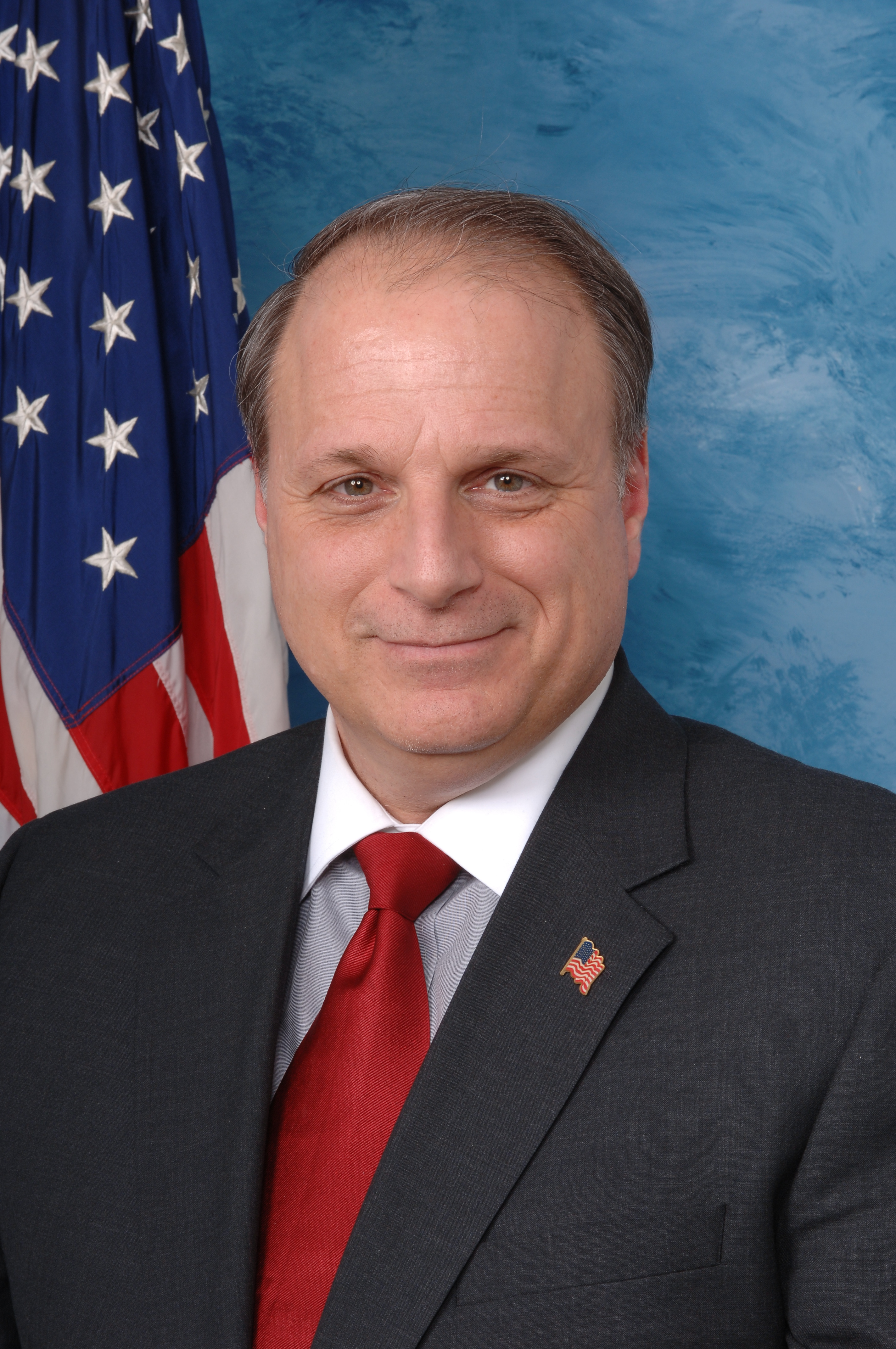
Eric Massa (2009)

Eric James Joseph Massa (* 16. September 1959 in Charleston, South Carolina) ist ein US-amerikanischer Politiker. In den Jahren 2009 und 2010 vertrat er den Bundesstaat New York im US-Repräsentantenhaus.

## Werdegang
Im Jahr 1981 absolvierte Eric Massa die United States Naval Academy in Annapolis (Maryland). Anschließend diente er bis 2001 in der US Navy. Nach seiner Militärzeit zog er nach Corning im Staat New York, wo er für die Firma Corning Glass Company als Projektmanager arbeitete. Politisch war er ursprünglich Mitglied der Republikanischen Partei. Da er mit dem Irakkrieg nicht einverstanden war und es noch verschiedene andere Meinungsverschiedenheiten gab, wechselte er zu den Demokraten. Im Jahr 2006 kandidierte er noch erfolglos für den Kongress.
Bei den Kongresswahlen des Jahres 2008 wurde Massa dann mit knapper Mehrheit im 29. Wahlbezirk von New York in das US-Repräsentantenhaus in Washington, D.C. gewählt, wo er am 3. Januar 2009 die Nachfolge von Randy Kuhl antrat, dem er zwei Jahre zuvor noch unterlegen gewesen war. Er konnte sein Mandat bis zu seinem Rücktritt am 8. März 2010 ausüben. Massa war Mitglied im Landwirtschaftsausschuss, im Streitkräfteausschuss und im Ausschuss für Innere Sicherheit. Außerdem gehörte er sechs Unterausschüssen an.
Sein Rücktritt erfolgte offiziell aus gesundheitlichen Gründen, nachdem eine frühere Krebserkrankung erneut aufgetreten war. Allerdings wurde damals auch vom Ethikausschuss gegen ihn wegen sexueller Belästigung ermittelt. Später wurde auch ein Missbrauch eines Teils seiner Wahlkampfspenden aufgedeckt. Damit zahlte er unter anderem das Gehalt seiner Frau. Heute lebt er zurückgezogen in Corning. Seit seinem Rücktritt lehnte er Presseinterviews beharrlich ab.